# Luthea Salom
Luthea Salom (Barcelona, ?) és una cantautora de música folk en anglès, criada a Fredericton al Canadà i resident a la ciutat de Nova York, on sovint actua en els petits clubs del barri de Lower East Side. Practica una barreja de folk i pop independent basada en melodies suaus, delicades i minimalistes. Ha estat telonera d'artistes internacionals com Alanis Morissette, Nils Lofgren (guitarrista de Bruce Springsteen), Dan Bern, Norah Jones i Emmylou Harris.

## Trajectòria
El seu treball fou preseleccionat per als Premis Grammy (2008 i 2012) en un total de dotze categories, i va ser finalista del concurs Termómetro RS de la revista Rolling Stone amb la cançó «Tomorrow». Amb els videoclips de les cançons «Blank piece of paper» (banda sonora de la sèrie Cites de TV3) i «Be me» guanyà diversos premis en certàmens com l'International Motion Art Awards, l'International Songwriting Competition, el Crank Your Cred, el Festival de Cine de Saragossa i el Musiclip.
El 2011, va ser convidada a actuar a la festa de Nadal organitzada per RAC1 al Palau de la Música Catalana. Ha aparegut en nombrosos programes de televisió de RTVE, EiTB i Canal 33, així com a Canal Nou, La Otra i Telemadrid, entre d'altres. També en emissores de ràdio com RNE, Radio 3, Ràdio 4, Radio Exterior de España, Onda Cero, COM Radio, Cadena Ser, Catalunya Ràdio i ICat FM.
El seu treball discogràfic The Little Things We Do va ser publicat el 8 d'octubre de 2013 per Subterfuge Records, arribant al número u d'iTunes Spain de música alternativa amb el senzill Hey! Wake Up.
El setembre de 2014, Luthea Salom va rebre l'encàrrec de l'actriu catalana Leticia Dolera d'escriure la banda sonora de la seva primera pel·lícula titulada Requisits per ser una persona normal, que va guanyar 5 premis a la 18a edició del Festival de Màlaga.

## Discografia

### Àlbums d'estudi
- Out of Without (Mondicor, 2001)
- Incessant Spinning (Out Music, 2004)
- Sunbeam Surrounded By Winter (Out Music, 2007)
- Kick in the Head (Femme Sutil, 2010)
- The Little Things We Do (Subterfuge Records, 2013)[15]
- Requisitss per ser una persona normal (Subterfuge Records, 2015)
- A Garden To Dream In (Subterfuge Records, 2016)

### Senzills
- Laugh About It (Mondicor, 2001)
- Die To Live (Out Music, 2004)
- Dragonfly (Out Music, 2005)
- Like A River (Out Music, 2006)
- Rebel Rebel (Out Music, 2007)
- Be Me (Femme Sutil, 2010)
- Blank Piece of Paper (Femme Sutil, 2011)
- Happy (Femme Sutil, 2011)
- Never Blue (Subterfuge Records, 2013)
- Hey! Wake Up (Subterfuge Records, 2013)
- By Your Side (Subterfuge Records, 2015)
- Perfect For Each Other (Subterfuge Records, 2016)

### Recopilatoris i col·laboracions
- Discovering Bowie (Out Music, 2006)
- Yellow Taxi Lounge (Out Music, 2006)
- Sounds Like Café (Foghorn Media, 2007)
- Casa Bonita (Casa Bonita Productions, 2007)
- Made in Spain Vol. 2 (RNE 3, 2008)
- Dia de la Música (FNAC, 2008)
- Heart Broken Open (Robert Oakes, 2009)
- Quickstars Allstars Volum 3 (Quickstar Productions, 2010)
- Sounds Like Café (Fammedia, 2011)
- Stereoparty 2013 (Subterfuge Records, 2013)
- Stereoparty 2014 (Subterfuge Records, 2014)
- Stereoparty 2015 (Subterfuge Records, 2015)
- Stereoparty 2016 (Subterfuge Records, 2016)